# Chorebus albimarginis
Chorebus albimarginis är en stekelart som beskrevs av Griffiths 1967. Chorebus albimarginis ingår i släktet Chorebus och familjen bracksteklar. Inga underarter finns listade i Catalogue of Life.